# Justus Lipsius-byggnaden
Justus Lipsius-byggnaden, ibland kallad rådsbyggnaden, är en av rådets byggnader i Bryssel och utgjorde dess säte mellan 1995 och 2017. Sedan 2017 äger de flesta av rådets sammanträden rum i Europabyggnaden, medan dess sekretariat fortfarande har sitt huvudsäte i Justus Lipsius-byggnaden. Byggnaden ligger i ”europeiska kvarteret” i Bryssel, där även Europeiska kommissionen har sitt säte.
Byggnaden har en total yta av 215 000 m² och har totalt 24 km korridorer, och är uppdelad i tre skilda men sammanlänkade delar: konferenscentrat, sekretariatet och underdelen. Antalet våningar varierar mellan sex och åtta.
I Justus Lipsius-byggnaden sker de flesta möten inom EU där medlemsstaternas representanter möts på minister- eller expertnivå. Därutöver hålls ett antal informella möten i den medlemsstat som innehar ordförandeskapet över rådet.
Byggnaden är namngiven efter Justus Lipsius, en flamländsk filolog och humanist. Tidigare fanns även en gata (”Rue Juste Lipse”) uppkallad efter Lipsius på platsen för den nuvarande byggnaden, men den revs i samband med byggandet av Justus Lipsius-byggnaden.

## Historia
1985 tog rådet beslutet att låta uppföra en ny byggnad bättre anpassad för dess behov. Belgiska statens byggnadsmyndighet (Regie der Gebouwen/Régie des Bâtiments) fungerade som byggherre. Första spadtaget togs 1989, på mark som Belgien ställde till förfogande, och invigningen skedde 29 maj 1995, under det dåvarande franska ordförandeskapet.

## Arkitektur

### Utsmyckning av entrén
I samband med det roterande ordförandeskapet inom EU, som byts varje halvårsskifte, har det blivit en tradition att respektive ordförandeland svarar för en konstnärlig utsmyckning av Justus Lipsius-byggnadens entréhall, för att på ett handfast sätt markera ordförandeskapen inför de många personer som kommer till möten i byggnaden.